# Autoroute A2 (Belgique)
Pour les articles homonymes, voir Autoroute A2.
L'autoroute belge A2 (classée en tant qu'E314) est une autoroute partant du sud-ouest de Louvain, où elle 
s'embranche sur l'A3 (Bruxelles - Liège), pour terminer à la frontière néerlandaise au nord de Maastricht.

Elle permet de relier Bruxelles aux villes belges de Louvain, Genk et Hasselt, puis aux villes néerlandaises de Maastricht, Sittard et Heerlen.
Sur le sol néerlandais, l'autoroute poursuit sous le numéro A76 en direction d'Aix-la-Chapelle en Allemagne. 

## Tracé
La première sortie que l'on rencontre est celle de Louvain-Centre. La suivante est celle de l'hôpital de Louvain.
Après avoir passé Louvain, on arrive dans le Hageland, région touristique du Brabant flamand. Le paysage est assez vallonné.
À Lummen, dans le Limbourg, se trouve un échangeur avec l'A13 (E313).
Les autres endroits touristiques dans le Limbourg sont : Heusden-Zolder, Genk et Maasmechelen. L'autoroute sillonne le « Maasland » (pays de la Meuse) où a été construit entre 2004 et 2005 un écoduc à côté de Kikbeek pour relier les deux régions naturelles.
Après avoir traversé le pont qui enjambe la Meuse, on arrive au poste-frontière dans le village de Stein où la route devient néerlandaise. Quelques kilomètres plus loin, on peut changer d'autoroute vers l'autoroute néerlandaise A2 (Maastricht-Amsterdam).

## Description du tracé
|    | Dénomination                | Destinations                                                                   | BK   |
| -- | --------------------------- | ------------------------------------------------------------------------------ | ---- |
|    | Échangeur d'Heverlee        | Autoroute Bruxelles − Liège − Aix-la-Chapelle                                  | 87,6 |
| 15 | Leuven                      | Louvain                                                                        | 86,0 |
| 16 | Gasthuisberg                | Louvain (Terbank), Hôpital universitaire de Louvain (UZ Leuven - Gasthuisberg) | 84,2 |
| 17 | Winksele                    | Louvain, Herent (Winksele)                                                     | 83,2 |
| 18 | Herent                      | Louvain, Herent                                                                | 81,7 |
| 19 | Wilsele-Dorp                | Louvain (Wilsele)                                                              | 80,6 |
|    | Viaduc de Wilsele (1 000 m) |                                                                                | 80,0 |
| 20 | Wilsele                     | Louvain (Wilsele, Kessel-Lo)                                                   | 79,2 |
| 21 | Holsbeek                    | Holsbeek, Rotselaar                                                            | 75,8 |
|    | Rotselaar                   |                                                                                | 71,8 |
| 22 | Aarschot                    | Aarschot, Holsbeek (Nieuwrode)                                                 | 68,3 |
| 23 | Tielt-Winge                 | Tielt-Winge, Montaigu-Zichem                                                   | 61,6 |
| 24 | Bekkevoort                  | Bekkevoort, Diest                                                              | 56,6 |
| 25 | Halen                       | Diest, Halen                                                                   | 49,9 |
| 26 | Lummen-Centrum              | Lummen, Beringen                                                               | 40,6 |
|    | Échangeur de Lummen         | Autoroute Anvers – Hasselt – Liège                                             | 39,0 |
| 27 | Circuit Zolder              | Heusden-Zolder, Circuit de Zolder                                              | 35,3 |
| 28 | Heusden-Zolder              | Heusden-Zolder (dont Heusden et Zolder)                                        | 33,0 |
|    | Halveweg                    |                                                                                | 31,0 |
| 29 | Houthalen-Helchteren        | Houthalen-Helchteren, Zonhoven, Hasselt                                        | 28,2 |
| 30 | Park Midden-Limburg         | Genk (Domaine provincial de Bokrijk)                                           | 22,1 |
| 31 | Genk-Centrum                | Genk                                                                           | 18,8 |
| 32 | Genk-Oost                   | Genk, As                                                                       | 15,1 |
| 33 | Maasmechelen                | Maasmechelen (dont Opgrimbie), Dilsen-Stokkem                                  | 4,4  |
|    | Boorsem                     |                                                                                | 2,3  |
|    | Frontière néerlandaise      | Heerlen, Aix-la-Chapelle (Allemagne)                                           | 0,0  |

## Galerie d'images

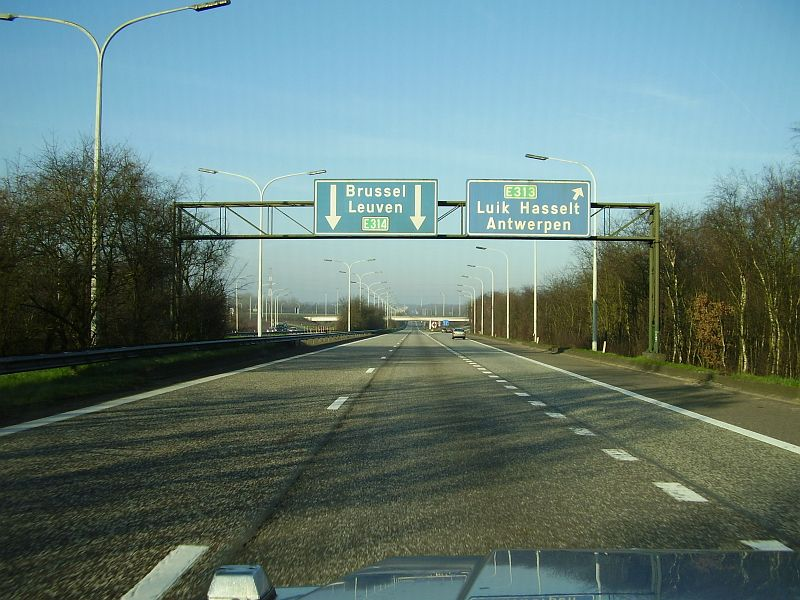
L'autoroute au niveau de l'échangeur Lummen.
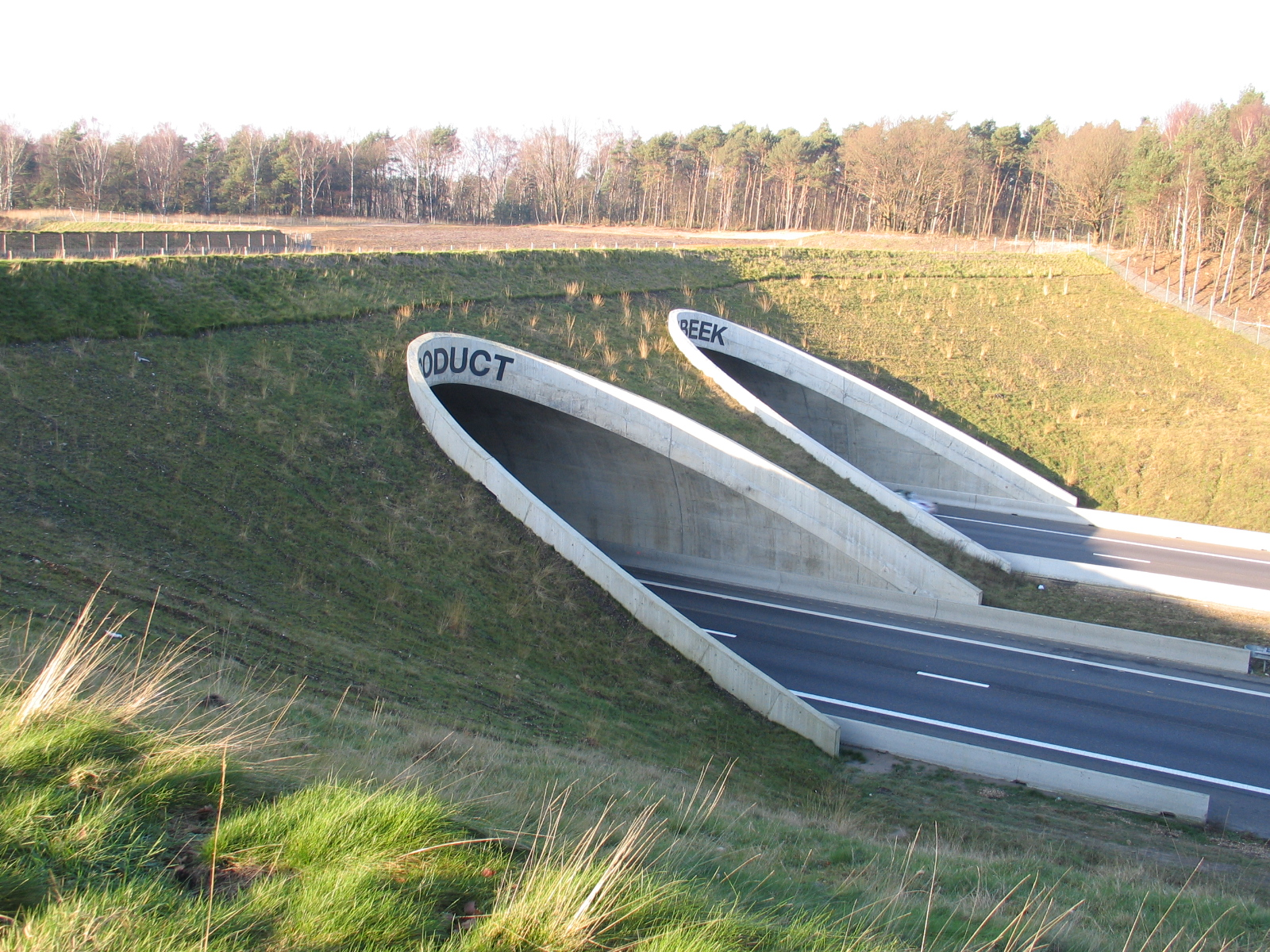
Écoduc de Kikbeek.
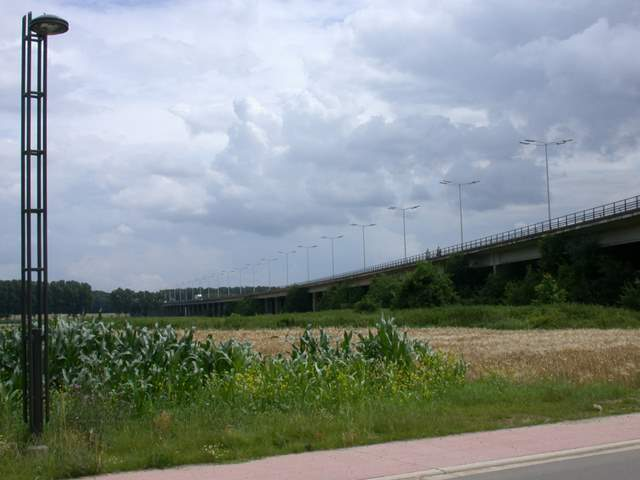
Le Scharbergbrug surplombant la Meuse.